# Karl Blaimschein
Karl Blaimschein (* 26. Jänner 1923 in Linz; † 9. Mai 2001) war ein österreichischer Politiker (ÖVP) und Landwirt. Er war von 1955 bis 1973 Abgeordneter zum Oberösterreichischen Landtag.

## Ausbildung und Beruf
Blaimschein absolvierte die Pflichtschule und wurde in der Folge Soldat, wobei er während des Zweiten Weltkriegs in der 6. Armee diente und beim Vorstoß auf Stalingrad mehrfach verwundet und ausgezeichnet wurde. Nach seiner Rückkehr war er beruflich als Landwirt tätig, wobei er 1954 die elterliche Landwirtschaft in Oberschöfring, Gemeinde St. Marien übernahm. Blaimschein züchtete Warmblutpferde und Shetland-Ponys, errichtete eine Holunderfarm mit rund 800 Bäumen und baute eine Sauerkrauterzeugung auf. Zudem war er im Bereich der Entsorgung von landwirtschaftlichem Abfall aktiv.

## Politik und Funktionen
Nach seiner Rückkehr aus dem Krieg engagierte er sich im landwirtschaftlichen Bereich, wobei sein Interesse der Jugend galt und er versuchte, diese an der Landwirtschaft zu interessieren. Nach dem Besuch des britischen Landwirtschaftsministers John Russelt auf seinem landwirtschaftlichen Betrieb gründete Blaimschein den ersten 4H-Klub in Oberösterreich und begann mit der Organisation von bäuerlichen Bildungsgemeinschaften nach amerikanischem Vorbild. Aus dem 4H-Klub ging in der Folge das Jugendwerk der Landwirtschaftskammer hervor, die der bäuerlichen Jugend unter anderem Praxisstellen im Ausland vermittelte. Im politischen Bereich war Blaimschein ab 1952 Landwirtschaftskammerrat und kandidierte bei der Landtagswahl 1955 als bäuerlicher Vertreter im Wahlkreis Traunviertel. Er wurde in der Folge am 19. November 1955 als Landtagsabgeordneter angelobt und setzte sich in der Folge für landwirtschaftliche Themen im Landtag ein. Unter seiner Beteiligung kam es unter anderem zu einer Lösung für Hagelschäden in der Landwirtschaft, des Weiteren setzte er sich für den Ausbau von Fernsprechanschlüssen im ländlichen Raum ein. Zudem förderte er die Idee von Urlaub am Bauernhof, setzte Initiativen beim Blumenschmuckwettbewerb und war am Aufbau des Landmaschinenfonds beteiligt. Er war des Weiteren sechs Jahre lang Obmann des Straßenausschusses. Innerparteilich war er von 1955 bis 1967 als ÖVP-Bezirksobmann für Linz-Land aktiv, zudem war er ab 1955 Obmann-Stellvertreter im Bauernbund für Oberösterreich. Am 14. November 1973 schied er aus dem Landtag aus. 

## Privates
Blaimschein war mit Klara Pfaffenwimmer verheiratet und Vater von fünf Kindern. 

## Auszeichnungen
- Goldenes Ehrenzeichen für Verdienste um die Republik Österreich (1975)